# Digital Equipment Corporation DECmate II
Digital Equipment Corporation DECMATE II (DECMATE II) је професионални рачунар, производ фирме Digital Equipment Corporation који је почео да се израђује у Сједињеним Америчким Државама током 1982. године.
Користио је 12-битни Harris 6120 централни микропроцесор а RAM меморија рачунара DECMATE II је имала капацитет од 32 KB. 

## Детаљни подаци
Детаљнији подаци о рачунару DECMATE II су дати у табели испод.
|                       |                                                                       |
| [ 1 ]                 |                                                                       |
| Произвођач            |                                                                       |
| Тип                   | професионални рачунар                                                 |
| Меморија              | 32 KB                                                                 |
| Поријекло             | Сједињене Америчке Државе                                             |
| Година                | 1982                                                                  |
| Тастатура             | Пуни помак, 106 тастера са 20 функцијских тастера, едит пад и нум пад |
| Процесор              |                                                                       |
| Фреквенција процесора | 4 или 8                                                               |
| RAM                   | 32 KB                                                                 |
| ROM                   | 4 KB                                                                  |
| Текст                 | 80 знакова x 25 линија                                                |
| Графика               | нема у основној верзији                                               |
| Боја                  | једна боја                                                            |
| Звук                  | мали звучник                                                          |
| Димензије             | непознато                                                             |
| Портови               |                                                                       |
| Оперативни систем     |                                                                       |